# Luftschiffbau Zeppelin
Luftschiffbau Zeppelin GmbH est une société allemande fondée au début du XXe siècle, spécialisée dans la construction de dirigeables rigides.

## Historique
Luftschiffbau Zeppelin est une société précurseur dans la conception et la fabrication de dirigeables rigides, de type Zeppelin. La société a été fondée par le comte Ferdinand von Zeppelin. Le terme allemand « Luftschiffbau » signifie simplement "chantier de vaisseau[x] aérien[s]". L'entreprise était basée à Friedrichshafen, dans le Bade-Wurtemberg.
Le comte von Zeppelin commence à faire des recherches sur différents prototypes de dirigeables rigides dès 1885. Son premier dirigeable, le prototype LZ 1, vole le 2 juillet 1900. Financé initialement par le comte lui-même, les recherches font ensuite appel aux dons du public, dont l'intérêt, pour ce nouveau mode de locomotion, va croissant. En 1908, une campagne de dons recueille ainsi plus de 6 millions de marks allemands, permettant à la fois la création de la société « Luftschiffbau Zeppelin GmbH » et la création d'une fondation Zeppelin.
Dans les années 1910-1920, la Luftschiffbau Zeppelin fabrique beaucoup de dirigeables, pour un usage civil, mais aussi, dès 1908, pour un usage militaire. Avec la montée du nazisme en 1933, les autorités allemandes utilisent les dirigeables Zeppelin à des fins de propagande. Le voyage médiatisé du LZ 129 Hindenburg en est un bon exemple. Dès le début de la Seconde Guerre mondiale, la demande de Zeppelins se tarit. En fait, les derniers vaisseaux en service ( LZ 127 et LZ 130 ) sont réformés pour être démontés et fournir de l'aluminium. Luftschiffbau Zeppelin a arrêté la fabrication de Zeppelins en 1938 pour participer à l'effort de réarmement de l'Allemagne. Dès l'automne 1941, l'entreprise produit des réservoirs et des tronçons de fuselage pour les missiles V-2. L'entreprise est liquidée en 1945. Elle sera recréée en 1950 sous le nom de Metallwerk Friedrichshafen GmbH , qui deviendra Zeppelin GmbH en 1994.
De 1917 à 1940, l'entreprise Luftschiffbau Zeppelin a travaillé avec Goodyear Tire & Rubber pour construire des zeppelins aux États-Unis. Le partenariat a pris fin avec la Seconde Guerre mondiale, mais la société américaine a continué à construire des dirigeables sous le nom de Goodyear.

## Sources
- Peter Meyer: Luftschiffe Die Geschichte der deutschen Zeppeline, Wehr & Wissen Verlagsgesellschaft mbH, Koblenz-Bonn, 1980.